# Хинчагов, Сослан Зурабович
Сослан Зурабович Хинчагов (23 июля 1998) — российский борец вольного стиля. Призёр чемпионатов России.  

## Спортивная карьера
30 августа 2015 года в Сараево стал бронзовым призёром первенства мира среди юношей. 6 апреля 2016 года ему было присвоено звание мастер спорта России. В сентябре 2018 года он стал победителем первенства мира среди юниоров в словацкой Трнаве, одолев в финале Али Медхата Абде Бархута из Канады. 23 октября 2020 года ему было присвоено звание мастер спорта России международного класса. 23 июня 2023 года в 1/8 финала чемпионата России в Каспийске уступил Эрику Джиоеву из Красноярского края. 24 июня 2023 года в малом финале одолел Остапа Пасенока из Кемеровской области, завоевав тем самым бронзовую медаль чемпионата России.

## Спортивные результаты
- Чемпионат мира по борьбе среди юношей 2015 — ;
- Чемпионат мира по борьбе среди юниоров 2018 — ;
- Абсолютный чемпионат России по борьбе 2019 — ;
- Чемпионат России по вольной борьбе 2023 — ;